# 파벨 체렌코프
파벨 알렉세예비치 체렌코프(러시아어: Па́вел Алексе́евич Черенко́в, 러시아어 발음: [ˈpavʲɪl ɐlʲɪkˈsʲe(j)ɪvʲɪtɕ tɕɪrʲɪnˈkof], 1904년 7월 28일~1990년 1월 6일)는 소련의 물리학자이다. 1934년 일리야 프란크, 이고리 탐과 함께 체렌코프 방사선을 발견하고 입증해 1958년에 노벨 물리학상을 받았다.

## 생애
그는 1904년에 현재의 러시아 보로네시주에서 출생했다. 그는 1928년에 보로네슈 주립 대학교에서 물리학과와 수학과를 이수했고 1930년에는 레베데프 물리학 연구소의 수석 연구원 직책을 맡았으며 그 해에 결혼했다.
그는 이후 부장으로 승진했고 1940년에는 물리수학 박사 학위를 받아 1953년에 실험 물리학과 교수가 되었다. 1959년부터 그는 연구소의 광중간자 반응 연구 실장이 된다. 1970년에 그는 소비에트 연방 과학 아카데미의 학술 위원이 되었으며 1990년 1월 6일에 사망했다. 그의 시신은 노보데비치 묘지에 안장되었다.

## 체렌코프 방사선 발견
박사 과정 지도 교수였던 세르게이 바빌로프 밑에서 일하는 동안 그는 물병에서 방사성 충격을 향해 나아가던 청색의 빛을 발견하게 되었다. 이 현상은 빛보다 빠른 속도로 이동하는 원자들에 의한 것으로, 핵물리학 및 우주선에 대한 연구에 있어서 대단한 중요성을 갖는 실험적인 성과로 알려져 있다. 이 현상은 또한 그의 이름을 따서 체렌코프 효과로 명명되었고, 고속 입자의 속도를 측정하거나 존재를 증명하기 위한 장비 또한 그의 이름을 따서 체렌코프 계수기로 명명되었다. 이 장치는 스푸트니크 3호에도 설치되었다.

## 수상 기록
그는 두 개의 스탈린 상을 받았다. 첫 수상은 세르게이 바빌로프, 일리야 프랑크와 이고리 예브게니예비치 탐과 함께 받은 것이었고, 두 번째는 1952년에 받은 것이었다. 그는 또한 소비에트 연방 공화국 국가상을 1977년에 수상했다. 1958년에 그는 체렌코프 효과의 발견으로 노벨 물리학상을 받았다. 그는 또한 1984년에 노력영웅 칭호를 얻게 되었다. 그는 소비에트 연방 공산당의 일원이기도 했다.